# ジュニア・パーカー
ハーマン・"ジュニア"・パーカー (Herman "Junior" Parker、1932年3月27日 - 1971年11月18日)は米国のブルース・シンガーであり、ミュージシャンである。彼の歌声は「蜜のように甘く」、「ビロードのように滑らか」と評される。「ジュニア・パーカーは、長年ダウンホームなハーモニカ・ブルースから離れ、都会的なブルースおよびソウル・ミュージックを展開していた」とある音楽ジャーナリストは彼をこう評している。

## 人生とキャリア
パーカーの出生日と出生地に関しては複数の説があるが、現在最も信頼できる情報によると、彼は1932年3月、ミシシッピ州コアホマ郡ボボ近郊のイーストオーヴァー・プランテーションで生まれている。彼は1940年代に母親とともにアーカンソー州ウェストメンフィスに移住した。1927年あるいは1932年の別の日に生まれたとする説もある。とある研究によると、出生時に登録された名前は「ハーバート・パーカー (Herbert Parker)」であった。
彼は幼少期よりゴスペル・グループで歌い、ティーンエイジャーになった頃には様々なブルース・シーンでプレイするようになった。ハーモニカ奏者として最も影響を受けたのはライス・ミラー (芸名: サニー・ボーイ・ウィリアムソンII)であり、彼との共演を経験したのち、1949年にハウリン・ウルフと仕事をするようになった。1950年頃、彼はボビー・ブランド、B.B.キングも身を置いたメンフィスのパフォーマーたちの集団、ビール・ストリーターズでパフォーマンスするようになった。
1951年、パーカーはギタリストのパット・ヘアと組み、自身のバンド、ブルー・フレームズを結成した。1952年、パーカーはモダン・レコードのタレント・スカウトだったアイク・ターナーに見いだされ、同レーベルと契約。「Bad Women Bad Whiskey」と 「You're My Angel」の2曲がターナーの手によってレコーディングされ、リトル・ジュニア・パーカー・アンド・ザ・ブルー・フレイムズ名義でシングル・リリースとなった。ここでターナーはピアノを弾き、マット・"ギター"・マーフィーがギターを担当した。このレコードがサム・フィリップスの目に留まり、1953年、パーカーと彼のバンドはサン・レコードと契約をした。ここで彼らは、マットの弟フロイドをエレクトリック・ギターに迎え、「Feelin' Good」(米ビルボードのR&Bチャート5位のヒットとなった)、「Love My Baby」、「Mystery Train」と3曲で成功を収めている。「Mystery Train」はエルヴィス・プレスリーによってカバーされ、彼のバージョンではギタリストのスコティ・ムーアがパーカーの「Love My Baby」でパット・ヘアが弾いたギター・リフを引用している。「Love My Baby」と「Mystery Train」はロカビリーのスタンダード曲として知られるようになった。
1955年後半になり、パーカーはボビー・ブランド、ジョニー・エイスとツアーに出てデューク・レコード入りをした。パーカーとブランドは、南部一帯のブルース・シーンで定期的にパフォーマンスを行ない大きな成功を収めていた「ブルース・コンソリデイテッド・リヴュー」のヘッドライナーを務めた。パーカーはR&Bチャートでヒットを生み続けた。その中には滑らかな「Next Time You See Me」(1957年)、ルーズヴェルト・サイクスの楽曲の再演「Driving Wheel」(1961年)、「Annie Get Your Yo-Yo」(1962年)、ロバート・ジョンソンの「Sweet Home Chicago」(1958年)、ギター・スリムの「The Things That I Used to Do」(1963年)、ドン・ロビーの「Mother-in-Law Blues」(1956年)、そして彼自作の「Stand By Me」(1961年)などがあった。
1966年にデュークをあとにしてからは、パーカーは限られた成功しか収められなかった。彼はマーキュリー、ブルー・ロック、ミニット、キャピトルといった複数のレーベルにレコーディングを行なっている。彼の最後となるチャート入りのヒットは1971年、キャピトルからリリースした「Drowning on Dry Land」で、ビルボードのR&Bチャートの48位を記録している。

## 死
パーカーは、1971年11月18日、イリノイ州ブルーアイランドで脳腫瘍の手術中に死去した。39歳だった。彼の次作アルバムは1972年、ユナイテッド・アーティスツ・レコードより『I Tell Stories Sad and True, I Sing the Blues and Play Harmonica Too, It Is Very Funky』と題されリリースとなった。ロバート・クリストガウは『Christgau's Record Guide: Rock Albums of the Seventies』(1981年)の中でこの作品を評し「かつてブルース・シーンの大物だったパーカーは、亡くなった頃には忘れ去られたビール・ストリーターとなりつつあった...そして本作はその彼の敬意を込めたお別れである...B.B.やボビーほど浸透することがはなかったものの、パーカーは編曲に乗せて落ち着いた男ならではの滑らかさを示している。彼は、今となっては珍しくなったメロウというコンセプトが存在する以前よりメロウだったのだ。ハイライト：悲しくも真実のストーリーとなった「Funny How Time Slips Away」」。

## 没後の動き
1974年のアルバム『Explores Your Mind』でアル・グリーンは彼の楽曲「Take Me to the River」をパーカーに捧げている。そのイントロの語りで彼はパーカーについて「私の行ってしまった従兄であり、彼の名において私たちは活動を続けたい」とコメントしている。
2001年、彼はブルースの殿堂入りを果たしている。パーカーはまたミシシッピ・ミュージシャン殿堂にも迎え入れられている。
2011年、ミシシッピ・ブルース・トレイル沿いのボボに彼に敬意を表した標識が設置された。

## ディスコグラフィー

### オリジナル・アルバム
- 1958年 『The Barefoot Rock And You Got』(Duke) ※ボビー・ブランドとの共同名義
- 1962年 『Driving Wheel』(Duke)
- 1967年 『Like It Is』(Mercury)
- 1969年 『"Blues Man"』(Minit)
- 1969年 『Honey-Drippin’ Blues』(Blue Rock)
- 1970年 『The Dudes Doin' Business』(Capitol) ※ジミー・マクグリフとの共同名義
  - 1971年にグルーヴ・マーチャントより『Good Things Don't Happen Every Day』と改名してリリース
- 1970年 『The Outside Man』(Capitol)
  - 1974年にグルーヴ・マーチャントより『Love Ain't Nothin' But A Business Goin' On』と改名してリリース
- 1971年 『You Don't Have To Be Black To Love The Blues』(Groove Merchant)
- 1972年 『I Tell Stories Sad And True I Sing The Blues And Play Harmonica Too It Is Very Funky』(United Artists)
- 1972年 『Jimmy McGriff, Junior Parker』(United Artists)

### コンピレーション・アルバム
- 1967年 『The Best Of Junior Parker』(Duke)
- 1973年 『Sometimes Tomorrow My Broken Heart Will Die』(Bluesway)
- 1973年 『Memorial』(Vogue)
- 1990年 『Little Junior Parker』(Lester Recording Catalog)
- 1992年 『Junior's Blues (The Duke Recordings Volume One)』(MCA)
- 1997年 『The Mercury Recordings』(Collectables)
- 1998年 『Backtracking: The Duke Recordings, Vol. Two』(MCA)
- 1998年 『Funny How Time Slips Away』(LaserLight Digital)
- 1998年 『I'm So Satisfied: The Complete Mercury & Blue Rock Recordings』(Mercury)
- 2000年 『Junior Parker』(Gitanes)
- 2000年 『Way Back Home - The Groove Merchant Years』(Connoisseur Collection)
- 2002年 『Little Junior Parker And Friends (Mystery Train)』(Castle Select)
- 2003年 『The Collection』(Spectrum Music)
- 2005年 『Next Time You See Me』(Universe)
- 2006年 『The Chronological Little Junior Parker 1952-1955』(Classics)
- 2012年 『I'm Holding On』(Complete Blues)
- 2012年 『Ride With Me, Baby The Singles 1952-1961』(Fantastic Voyage)
- 2013年 『Feelin' Good - The 1952-1962 Recordings』(Hoodoo)
- 2016年 『Next Time You See Me...And All The Hits』(Jasmine)
- 2019年 『Rocks』(Bear Family)

### シングル
- 1952年 「Bad Women Bad Whiskey」 / 「You're My Angel」 (Modern 864)[15]
- 1953年 「Feelin' Good」 / 「Fussin' And Fightin' Blues」 (Sun 187)
- 1953年 「Mystery Train」 / 「Love My Baby」 (Sun 192)
- 1954年 「Dirty Friend Blues」 / 「Can't Understand」 (Duke 120)
- 1954年 「Please Baby Blues」 / 「Sittin', Drinkin' And Thinkin'」 (Duke 127)
- 1955年 「Backtracking」 / 「I Wanna Ramble」 (Duke 137)
- 1955年 「Driving Me Mad」 / 「There Better Not Be No Feet (In Them Shoes)」 (Duke 147)
- 1956年 「Mother-In-Law Blues」 / 「That's My Baby」 (Duke 157)
- 1957年 「Next Time You See Me」 / 「My Dolly Bee」 (Duke 164)
- 1957年 「Peaches」 / 「Pretty Little Doll」 (Duke 177)
- 1957年 「Pretty Baby」 / 「That’s All Right」 (Duke 168)
- 1958年 「Wondering」 / 「Sitting And Thinking」 (Duke 184)
- 1958年 「Barefoot Rock」 / 「What Did I Do」 (Duke 193)
- 1958年 「Sweet Home Chicago」 / 「Sometimes」 (Duke 301)
- 1959年 「Five Long Years」 / 「I’m Holding On」 (Duke 306)
- 1959年 「Stranded」 / 「Blue Letter」 (Duke 209)
- 1959年 「Dangerous Woman」 / 「Belinda Marie」 (Duke 315)
- 1960年 「You're On My Mind」 / 「The Next Time」 (Duke 317)
- 1960年 「That's Just Alright」 / 「I'll Learn To Love Again」 (Duke 326)
- 1960年 「Stand By Me」 / 「I'll Forget About You」 (Duke 330)
- 1961年 「Driving Wheel」 / 「Seven Days」 (Duke 335)
- 1961年 「In The Dark」 / 「How Long Can This Go On」 (Duke 341)
- 1962年 「Annie Get Your Yo-Yo」 / 「Mary Jo」 (Duke 345)
- 1962年 「Sweeter As The Days Go By」 / 「I Feel Alright Again」 (Duke 351)
- 1962年 「Foxy Devil」 / 「Someone Somewhere」 (Duke 357)
- 1963年 「Yonders Wall」 / 「Annie Get Your Yo-Yo」 (Duke No. 1)
- 1963年 「How Long Can This Go On」 / 「Tin Pan Alley」 (Duke No. 2)
- 1963年 「Someone Broke This Heart Of Mine」 / 「Someone Somewhere」 (Duke No. 3)
- 1963年 「Foxy Devil」 / 「Seven Days」 (Duke No. 4)
- 1963年 「Driving Wheel」 / 「Sweet Talking Woman」 (Duke No. 5)
- 1963年 「It’s A Pity」 / 「Last Night」 (Duke 362)
- 1963年 「Yonders Wall」 / 「The Tables Have Turned」 (Duke 367)
- 1963年 「Strange Things Happening」 / 「I'm Gonna Stop」 (Duke 371)
- 1964年 「Things I Used To Do」 / 「That's Why I'm Always Crying」 (Duke 376)
- 1964年 「Jivin' Woman」 / 「I'm In Love」 (Duke 384)
- 1965年 「Crying For My Baby」 / 「Guess You Don't Know (The Golden Rule)」 (Duke 389)
- 1965年 「These Kind Of Blues (Pt. 1)」 / 「These Kind Of Blues (Pt. 2)」 (Duke 394)
- 1966年 「Goodbye Little Girl」 / 「Walking The Floor Over You」 (Duke 398)
- 1966年 「Get Away Blues」 / 「Why Do You Make Me Cry」 (Duke 406)
- 1966年 「Baby Please」 / 「Just Like A Fish」 (Mercury 72620)
- 1966年 「Man Or Mouse」 / 「Wait For Another Day」 (Duke 413)
- 1967年 「You Can Make It If You Try」 / 「(Ooh Wee Baby) That's The Way You Make Me Feel」 (Mercury 72651)
- 1967年 「Country Girl」 / 「Sometimes I Wonder」 (Mercury 72672)
- 1967年 「I Can't Put My Finger On It」 / 「If I Had Your Love」 (Mercury 72699)
- 1967年 「Hurtin' Inside」 / 「What A Fool I Was」 (Mercury 72733)
- 1968年 「Your Love's All Over Me」 / 「It Must Be Love」 (Mercury 72793)
- 1968年 「Lovin' Man On Your Hands」 / 「Reconsider Baby」 (Blue Rock B-4067)
- 1969年 「Lover To Friend」 / 「I Got Money」 (Blue Rock B-4064)
- 1969年 「I’m So Satisfied」 / 「Ain’t Gon’ Be No Cutting Aloose」 (Blue Rock B-4080)
- 1969年 「Easy Lovin'」 / 「You Can't Keep A Good Woman Down」 (Blue Rock B-4088)
- 1969年 「Let The Good Times Roll」 / 「Worried Life Blues」 (Minit 32080)
- 1970年 「You Can't Keep A Good Woman Down」 / 「Easy Lovin’」 (Mercury 73030)
- 1970年 「The Outside Man」 / 「Darling, Depend On Me」 (Capitol 2857)
- 1970年 「Tomorrow Never Knows」 / 「Lady Madonna」 (Capitol 2951)
- 1970年 「Drownin’ on Dry Land」 / 「Rivers Invitation」 (Capitol 2997)
- 1971年 「I Need Your Love So Bad」 / 「Pretty Baby」 (United Artists 50826) ジミー・マクグリフとの共同名義
- 1971年 「Funny How Time Slips Away」 / 「No-One Knows (What Goes On When The Door Is Closed)」 (United Artists 50855)
- 1971年 「Way Back Home」 / 「Sweet Home Chicago」 (Groove Merchant SGM-1002)
- 1972年 「I Like Your Style」 / 「I Need Love So Bad」 (Groove Merchant SGM-1004)
- 1972年 「Love Ain't Nothin' But A Business Goin' On」 / 「A Losing Battle」 (Groove Merchant GM 1010)